# 삼선고등학교
삼선고등학교는 서울특별시 성북구 동소문동1가에 있었던 고등학교이다. 현재는 삼선중학교로 변경되었다.

## 연혁
- 1960년 2월 19일 : 개교
- 1971년 2월 28일 : 삼선중학교로 변경

## 같이 보기
- 삼선중학교